# El Tiempo (semanario)
El semanario  El Tiempo fue fundado el 14 de junio de 1927, por los pioneros Pedro Del Vecchio, Simón Pochat, Rafael Aparicio y Luis Francisco Tatín.
Durante muchos años fue director, Rafael Yavicoli. Desde 1989 hasta 2005 fue su director el Sr. Pedro Osvaldo Rivero. A su fallecimiento, lo sucedió su esposa Nancy de Negri. Cuando ella falleció en el 2014, su hija Karina Rivero se hizo cargo del semanario, que quedó bajo la dirección de Federico Delloso.
En 1992, pasó de tamaño sábana a tamaño tabloide. (enlace roto disponible en Internet Archive; véase el historial, la primera versión y la última).